# Diego Álvarez Benítez
Diego Álvarez Benítez (Coyuca de Benítez, Guerrero; 13 de noviembre de 1812-La Providencia, Guerrero; 28 de enero de 1899) fue un militar mexicano, hijo del General Juan Álvarez. De ideología liberal, participó en diferentes batallas de la Primera intervención estadounidense en México y la Revolución de Ayutla, así también asumió cargos políticos de importancia como el de diputado del Congreso y Gobernador del estado de Guerrero en tres ocasiones.

## Biografía
Hijo del General Juan M. Álvarez Hurtado y de Faustina Benítez, durante sus primeros años permaneció refugiado en la sierra de Durango mientras su padre luchaba en la Guerra de Independencia de México. Estudió la primaria en la Ciudad de México y en octubre de 1828, recibió la cartera de Filosofía. Continuó sus estudios en Hidalgo en el Colegio Seminario de dicha ciudad y es hasta 1845 que abandona sus estudios y el estado.
El 18 de junio de 1850, se unió a su padre, comenzando una campaña de apoyo para la restitución de Vicente Guerrero a la presidencia de México. Esto detonó la Batalla de Hidalgo el 29 de agosto de ese mismo año.
En pleno conflicto de la Revolución de Ayutla, el 31 de abril de 1854 cuando Antonio López de Santa Anna arribó al puerto de Coyuca de Benítez, Diego Álvarez lo acosó en el Cerro del Herrador y cinco días después, siendo auxiliado por su hermano Encarnación, el General Tomás González  y el Coronel Miguel soto, atacaron a las tropas de Santa Anna.
Falleció en la Hacienda de la Providencia, en Coyuca de Benítez el 30 de enero de 1899, a la edad de 89 años.